# Octopus rubescens
Octopus rubescens е дребен широко разпространен октопод от семейство Octopodidae. Видът е разпространен в Тихия океан на дълбочина до 300 метра под морското равнище. Тялото е с дължина около 10 cm, а пипалата са дълги около 30 – 40 cm. Теглото на октопода е около 400 грама. Видът е хищен и се храни с други мекотели, рази и раменоноги.